# Стівен Гасс (тенісист)
Стівен Гасс (англ. Stephen Huss; нар. 10 грудня 1975) — колишній австралійський тенісист.
Найвищу одиночну позицію світового рейтингу — 807 місце досяг 19 березня 2001, парну — 21 місце — 26 червня 2006 року.
Здобув 4 парні титули.
Перемагав на турнірах Великого шолома в парному розряді.
Завершив кар'єру 2011 року.

## Фінали турнірів Великого шолома

### Парний розряд: 1 (1–0)
| Результат | Рік  | Турнір               | Покриття | Партнер    | Суперники            | Рахунок                      |
| --------- | ---- | -------------------- | -------- | ---------- | -------------------- | ---------------------------- |
| Перемога  | 2005 | Вімблдонський турнір | Трава    | Веслі Муді | Боб Браян Майк Браян | 7–6(7–4), 6–3, 6–7(2–7), 6–3 |

## Фінали турнірів ATP за кар'єру

### Парний розряд: 12 (4–8)
| Легенда (парний розряд)         |
| ------------------------------- |
| Великий Шлем (1–0)              |
| Фінали Світового туру ATP (0–0) |
| Серія Мастерс ATP (0–1)         |
| Серія турнірів ATP (0–1)        |
| Світова серія ATP (3–6)         |

| Фінали за покриттям |
| ------------------- |
| Тверде (2–4)        |
| Ґрунт (1–1)         |
| Трава (1–0)         |
| Килим (0–3)         |

| Фінали за типом корту |
| --------------------- |
| Відкритий (2–4)       |
| Закритий (2–4)        |

| Результат | В-П | Дата     | Турнір                                        | Рівень           | Покриття | Партнер        | Суперники                         | Рахунок                      |
| --------- | --- | -------- | --------------------------------------------- | ---------------- | -------- | -------------- | --------------------------------- | ---------------------------- |
| Перемога  | 1–0 | Кві 2002 | Grand Prix Hassan II, Марокко                 | Світова серія    | Ґрунт    | Майлз Вейкфілд | Мартін Гарсія Луїс Лобо           | 6–4, 6–2                     |
| Перемога  | 2–0 | Лип 2005 | Вімблдонський турнір, Лондон, Велика Британія | Великий Шлем     | Трава    | Веслі Муді     | Боб Браян Майк Браян              | 7–6(7–4), 6–3, 6–7(2–7), 6–3 |
| Поразка   | 2–1 | Жов 2005 | Базель, Швейцарія                             | Світова серія    | Килим    | Веслі Муді     | Агустін Кальєрі Фернандо Гонсалес | 5–7, 5–7                     |
| Поразка   | 2–2 | Лют 2007 | Делрей-Біч, США                               | Серія Інтернешнл | Тверде   | Джеймс Окленд  | Г'юго Армандо Ксав'є Малісс       | 3–6, 7–6(7–4), [5–10]        |
| Поразка   | 2–3 | Жов 2007 | Токіо, Японія                                 | Серія Чемпіоншип | Тверде   | Френк Данцевич | Джордан Керр Роберт Ліндстедт     | 4–6, 4–6                     |
| Перемога  | 3–3 | Вер 2008 | Пекін, КНР                                    | Серія Інтернешнл | Тверде   | Росс Гатчінс   | Ешлі Фішер Боббі Рейнольдс        | 7–5, 6–4                     |
| Поразка   | 3–4 | Жов 2008 | Москва, Росія                                 | Серія Інтернешнл | Килим    | Росс Гатчінс   | Сергій Стаховський Потіто Стараче | 6–7(4–7), 6–2, [6–10]        |
| Поразка   | 3–5 | Жов 2008 | Ліон, Франція                                 | Серія Інтернешнл | Килим    | Росс Гатчінс   | Мікаель Льодра Енді Рам           | 3–6, 7–5, [8–10]             |
| Поразка   | 3–6 | Бер 2009 | Відкритий чемпіонат Маямі з тенісу, США       | Серія Мастерс    | Тверде   | Ешлі Фішер     | Максим Мирний Енді Рам            | 7–6(7–4), 2–6, [6–10]        |
| Поразка   | 3–7 | Кві 2010 | Х'юстон, США                                  | Серія 250        | Ґрунт    | Веслі Муді     | Боб Браян Майк Браян              | 3–6, 5–7                     |
| Перемога  | 4–7 | Жов 2010 | Монпельє, Франція                             | Серія 250        | Тверде   | Росс Гатчінс   | Марк Лопес Таррес Едуардо Шванк   | 6–2, 4–6, [10–8]             |
| Поразка   | 4–8 | Січ 2011 | Окленд, Нова Зеландія                         | Серія 250        | Тверде   | Юган Брунстрем | Марсель Гранольєрс Томмі Робредо  | 4–6, 6–7(6–8)                |

## Фінали ATP Челленджер і ITF Ф'ючерс

### Парний розряд: 39 (26–13)
| Легенда               |
| --------------------- |
| ATP Челленджер (18–9) |
| ITF Ф'ючерс (8–4)     |

| Фінали за покриттям |
| ------------------- |
| Тверде (14–4)       |
| Ґрунт (11–6)        |
| Трава (0–3)         |
| Килим (1–0)         |

| Результат | В-П   | Дата     | Турнір                             | Рівень     | Покриття | Партнер               | Суперники                          | Рахунок                   |
| --------- | ----- | -------- | ---------------------------------- | ---------- | -------- | --------------------- | ---------------------------------- | ------------------------- |
| Перемога  | 1–0   | Лип 1999 | Німеччина F8, Целль-на-Гармерсбасі | Ф'ючерс    | Ґрунт    | Лі Пірсон             | Віталій Швець Сандро Делла П'яна   | 7–5, 6–1                  |
| Перемога  | 2–0   | Сер 1999 | Німеччина F9, Лойн                 | Ф'ючерс    | Ґрунт    | Лі Пірсон             | Патрік Зоммер Ерік Труемплер       | 7–5, 6–1                  |
| Поразка   | 2–1   | Сер 1999 | Бельгія F1, Jupille-sur-Meuse      | Ф'ючерс    | Ґрунт    | Лі Пірсон             | Генрік Андерссон Юган Сеттерґрен   | 4–6, 5–7                  |
| Перемога  | 3–1   | Чер 2000 | Греція F1, Халкіда                 | Ф'ючерс    | Тверде   | Анастасіос Васіліадіс | Жан-Клод Шеррер Кобі Зів           | 6–2, 3–6, 6–3             |
| Перемога  | 4–1   | Лип 2000 | Греція F3, Сірос                   | Ф'ючерс    | Тверде   | Джеймс Сміт           | Дастін Мок Кейт Поллак             | 6–2, 6–4                  |
| Перемога  | 5–1   | Лип 2000 | Німеччина F8, Лойн                 | Ф'ючерс    | Ґрунт    | Лі Пірсон             | Седрік Кауфманн Александер Васке   | 6–4, 6–4                  |
| Перемога  | 6–1   | Лип 2000 | Німеччина F9, Целль-на-Гармерсбасі | Ф'ючерс    | Ґрунт    | Лі Пірсон             | Вім Нефс Д'ялмар Сістерманс        | 6–4, 6–4                  |
| Перемога  | 7–1   | Сер 2000 | Німеччина F10, Berlin              | Ф'ючерс    | Ґрунт    | Лі Пірсон             | Вім Нефс Д'ялмар Сістерманс        | 6–3, 6–4                  |
| Поразка   | 7–2   | Лис 2000 | Австралія F2, Frankston            | Ф'ючерс    | Тверде   | Лі Пірсон             | Пол Бакканелло Джош Такфілд        | 6–7(4–7), 6–4, 1–6        |
| Поразка   | 7–3   | Лис 2000 | Австралія F3, Беррі                | Ф'ючерс    | Трава    | Лі Пірсон             | Пол Бакканелло Деян Петрович       | 3–6, 4–6                  |
| Поразка   | 7–4   | Гру 2000 | Австралія F4, Barmera              | Ф'ючерс    | Трава    | Лі Пірсон             | Тім Крічтон Тодд Перрі             | 6–4, 6–7(6–8), 6–7(11–13) |
| Перемога  | 8–4   | Бер 2001 | Перт, Австралія                    | Челленджер | Тверде   | Лі Пірсон             | Джордан Керр Грант Сілкок          | 6–3, 4–6, 7–6(7–1)        |
| Перемога  | 9–4   | Лип 2001 | Німеччина F7, Целль-на-Гармерсбасі | Ф'ючерс    | Ґрунт    | Лі Пірсон             | Карлос Квадрадо Горка Фрайле       | 6–3, 6–1                  |
| Перемога  | 10–4  | Лип 2001 | Тампере, Фінляндія                 | Челленджер | Ґрунт    | Лі Пірсон             | Туомас Кетола Яркко Ніємінен       | 7–5, 6–7(5–7), 6–4        |
| Поразка   | 10–5  | Сер 2001 | Сан-Бенедетто, Італія              | Челленджер | Ґрунт    | Лі Пірсон             | Леонардо Аццаро Стефано Гальвані   | 6–3, 6–7(7–9), 4–6        |
| Поразка   | 10–6  | Сер 2001 | Брессаноне, Італія                 | Челленджер | Ґрунт    | Лі Пірсон             | Массімо Бертоліні Крістіан Бранді  | 5–7, 3–6                  |
| Поразка   | 10–7  | Вер 2001 | Флоріанополіс, Бразилія            | Челленджер | Ґрунт    | Лі Пірсон             | Гастон Етліс Мартін Родрігес       | 2–6, 1–6                  |
| Перемога  | 11–7  | Лис 2001 | Тайлер, США                        | Челленджер | Тверде   | Паул Роснер           | Марді Фіш Джефф Моррісон           | 6–4, 6–2                  |
| Перемога  | 12–7  | Лют 2002 | Брест, Франція                     | Челленджер | Тверде   | Вен Еллвуд            | Джонатан Ерліх Енді Рам            | 6–1, 6–4                  |
| Перемога  | 13–7  | Лют 2002 | Вроцлав, Польща                    | Челленджер | Тверде   | Вен Еллвуд            | Александар Кітінов Юган Ландсберг  | 6–7(3–7), 7–5, 7–6(8–6)   |
| Перемога  | 14–7  | Лис 2002 | Ноттінгем, Велика Британія         | Челленджер | Тверде   | Ешлі Фішер            | Скотт Гамфріс Марк Мерклейн        | 6–3, 7–6(7–5)             |
| Поразка   | 14–8  | Лют 2003 | Андрезьє-Бутеон, Франція           | Челленджер | Тверде   | Джефф Таранго         | Ловро Зовко Давід Шкох             | 6–7(4–7), 6–0, 3–6        |
| Перемога  | 15–8  | Тра 2003 | Екс-ан-Прованс, Франція            | Челленджер | Ґрунт    | Майлз Вейкфілд        | Тодд Перрі Сімада Томас            | 6–1, 7–5                  |
| Перемога  | 16–8  | Тра 2003 | Кошиці, Словаччина                 | Челленджер | Ґрунт    | Майлз Вейкфілд        | Алекс Лопес Морон Андрес Шнейтер   | 6–4, 6–3                  |
| Поразка   | 16–9  | Сер 2003 | Бінгемтон, США                     | Челленджер | Тверде   | Майлз Вейкфілд        | Джонатан Ерліх Енді Рам            | 4–6, 3–6                  |
| Перемога  | 17–9  | Лис 2003 | Еккенталь, Німеччина               | Челленджер | Килим    | Роберт Ліндстедт      | Ларс Бургсмюллер Андреас Таттермуш | без гри                   |
| Перемога  | 18–9  | Січ 2004 | Нумеа, Нова Каледонія              | Челленджер | Тверде   | Ешлі Фішер            | Люк Буржуа Вінс Мелліно            | 3–6, 6–4, 6–4             |
| Поразка   | 18–10 | Кві 2004 | Канберра, Австралія                | Челленджер | Ґрунт    | Петер Лучак           | Лукаш Кубот Збинек Млинарік        | 6–7(3–7), 2–6             |
| Поразка   | 18–11 | Кві 2004 | Бермудські Острови                 | Челленджер | Ґрунт    | Ешлі Фішер            | Джордан Керр Том Ванхудт           | 6–4, 3–6, 6–7(6–8)        |
| Перемога  | 19–11 | Січ 2005 | Нумеа, Нова Каледонія              | Челленджер | Тверде   | Веслі Муді            | Жером Гольмар Харел Леві           | 6–3, 6–0                  |
| Перемога  | 20–11 | Тра 2005 | Будапешт, Угорщина                 | Челленджер | Ґрунт    | Юган Ландсберг        | Амір Хадад Харел Леві              | 7–6(7–4), 6–1             |
| Перемога  | 21–11 | Жов 2005 | Коллінг, Данія                     | Челленджер | Тверде   | Юган Ландсберг        | Фредерік Нільсен Расмус Нербю      | 1–6, 7–6(7–4), [10–8]     |
| Поразка   | 21–12 | Чер 2007 | Сербітон, Велика Британія          | Челленджер | Трава    | Джеймс Окленд         | Алекс Кузнєцов Міша Зверєв         | 6–2, 3–6, [6–10]          |
| Поразка   | 21–13 | Лис 2007 | Нашвілл, США                       | Челленджер | Тверде   | Ешлі Фішер            | Ражів Рам Боббі Рейнольдс          | 7–6(7–4), 3–6, [10–12]    |
| Перемога  | 22–13 | Лис 2007 | Куала-Лумпур, Малайзія             | Челленджер | Тверде   | Веслі Муді            | Роган Бопанна Айсам Куреші         | 7–6(12–10), 6–3           |
| Перемога  | 23–13 | Вер 2008 | Талса, США                         | Челленджер | Тверде   | Ешлі Фішер            | Ражів Рам Боббі Рейнольдс          | 7–6(7–4), 6–3             |
| Перемога  | 24–13 | Кві 2010 | Батон-Руж, США                     | Челленджер | Тверде   | Джозеф Сіріанні       | Кріс Гуччоне Франк Мозер           | 1–6, 6–2, [13–11]         |
| Перемога  | 25–13 | Кві 2010 | Таллахассі, США                    | Челленджер | Тверде   | Джозеф Сіріанні       | Роберт Кендрік Боббі Рейнольдс     | 6–2, 6–4                  |
| Перемога  | 26–13 | Тра 2011 | Сарасота, США                      | Челленджер | Ґрунт    | Ешлі Фішер            | Олександр Богомолов Алекс Кузнєцов | 6–3, 6–4                  |

## Досягнення
| W | Ф | ПФ | ЧФ | #Р | КТ | К# | DNQ | A | NH |

### Парний розряд
| Турніри Великого шлему                 |              |              |              |              |              |              |              |              |     |     |     |                                |                                |                                |                                |
| Відкритий чемпіонат Австралії з тенісу | 1р           | 1р           | 1р           | 1р           | 2р           | 1р           | 2р           | 1р           | 2р  | 2р  | 1р  | 0 / 11                         | 4–11                           | 27%                            |                                |
| Відкритий чемпіонат Франції з тенісу   |              | 2р           | 1р           | 1р           |              | 2р           | 1р           | 3р           | 1р  | 3р  | 3р  | 0 / 9                          | 8–9                            | 47%                            |                                |
| Вімблдонський турнір                   | К2р          | 1р           | 1р           | 2р           | П            | 3р           | 2р           | 2р           | 1р  | 1р  | 3р  | 1 / 10                         | 13–9                           | 47%                            |                                |
| Відкритий чемпіонат США з тенісу       | К1р          | 1р           |              |              | 1р           | 1р           |              | 1р           | 1р  | 1р  | 1р  | 0 / 7                          | 0–7                            | 0%                             |                                |
| В-П                                    | 0–1          | 1–4          | 0–3          | 0–3          | 7–2          | 3–4          | 2–3          | 3–4          | 1–4 | 3–4 | 4–4 | 1 / 37                         | 25–36                          | 41%                            |                                |
| Тур ATP Мастерс 1000                   |              |              |              |              |              |              |              |              |     |     |     |                                |                                |                                |                                |
| Індіан-Веллс                           |              |              |              |              |              | 2р           |              |              |     | 1р  |     | 0 / 2                          | 1–2                            | 33%                            |                                |
| Відкритий чемпіонат Маямі з тенісу     |              | 2р           |              |              |              | 1р           |              |              | Ф   | 1р  |     | 0 / 4                          | 5–4                            | 56%                            |                                |
| Монте-Карло                            |              |              |              |              |              | 2р           |              |              |     |     |     | 0 / 1                          | 0–1                            | 0%                             |                                |
| Рим                                    |              |              |              |              |              | 1р           |              |              | 1р  |     |     | 0 / 2                          | 0–2                            | 0%                             |                                |
| Мадрид                                 |              |              |              |              |              |              |              |              | ЧФ  |     |     | 0 / 1                          | 2–1                            | 67%                            |                                |
| Мастерс Канада                         |              |              |              |              | 1р           |              |              |              |     |     |     | 0 / 1                          | 0–1                            | 0%                             |                                |
| Мастерс Цинциннаті                     |              |              |              |              | ЧФ           |              |              |              | 1р  |     |     | 0 / 2                          | 2–2                            | 50%                            |                                |
| Шанхай                                 | Не проводили | Не проводили | Не проводили | Не проводили | Не проводили | Не проводили | Не проводили | Не проводили | 1р  |     |     | 0 / 1                          | 0–1                            | 0%                             |                                |
| В-П                                    | 0–0          | 1–1          | 0–0          | 0–0          | 2–2          | 1–4          | 0–0          | 0–0          | 6–5 | 0–2 | 0–0 | 0 / 14                         | 10–14                          | 42%                            |                                |
| Рейтинг на кінець року                 | 126          | 72           | 113          | 107          | 22           | 55           | 70           | 56           | 45  | 60  | 0   | Грошова винагорода: $1,010,831 | Грошова винагорода: $1,010,831 | Грошова винагорода: $1,010,831 | Грошова винагорода: $1,010,831 |

### Мікст
| Турніри Великого шлему                 |     |     |     |     |     |     |     |     |     |     |        |       |     |
| Відкритий чемпіонат Австралії з тенісу |     |     |     |     | 1р  | 2р  | 1р  | 2р  | 1р  |     | 0 / 5  | 2–5   | 29% |
| Відкритий чемпіонат Франції з тенісу   |     |     |     |     | 1р  |     |     | 1р  |     |     | 0 / 2  | 0–2   | 0%  |
| Вімблдонський турнір                   | 1р  | 3р  |     |     | 2р  |     |     | ПФ  |     | 2р  | 0 / 5  | 7–5   | 58% |
| Відкритий чемпіонат США з тенісу       |     |     |     | 2р  |     |     |     | 2р  |     |     | 0 / 2  | 2–2   | 50% |
| В-П                                    | 0–1 | 2–1 | 0–0 | 1–1 | 1–3 | 1–1 | 0–1 | 5–4 | 0–1 | 1–1 | 0 / 14 | 14–14 | 50% |